# 帶紋鋸魴鮄
帶紋鋸魴鮄，為輻鰭魚綱鮋形目牛尾魚亞目角魚科的其中一種，分布於西大西洋區，從加拿大新斯科細亞省至美國佛羅里達州海域，棲息深度可達180公尺，體長可達45公分，為底棲性魚類，生活在沙底質海域，屬肉食性，以甲殼類、魚類等為食，可做為食用魚。